# Simon Cameron
Pour les articles homonymes, voir Cameron.
Simon Cameron, né le 8 mars 1799 à Maytown (Pennsylvanie) et mort le 26 juin 1889 dans la même ville, est un homme politique américain. Membre du Parti démocrate, de Know Nothing puis du Parti républicain, il est secrétaire à la Guerre entre 1861 et 1862 dans l'administration du président Abraham Lincoln, ambassadeur des États-Unis en Russie en 1862 et sénateur de Pennsylvanie de 1845 à 1849, de 1857 à 1861 puis de 1867 à 1877.

## Biographie
Simon Cameron est d'abord un homme d'affaires qui fait fortune dans les chemins de fer, les canaux et les services bancaires. En 1845, il devient sénateur des États-Unis pour l'État de Pennsylvanie, succédant à James Buchanan. Il est l'un des candidats à l'investiture républicaine à l'élection présidentielle de 1860. Battu à ces élections primaires, il apporte son soutien à Abraham Lincoln qui le nomme secrétaire à la Guerre dans son cabinet.
Il est mis en cause au début de l'année 1862 par une commission d’enquête présidée par Henry Dawes pour des faits de corruption. Il avait fait commander à des hommes d'affaires de ses relations des milliers de mousquetons à 22 dollars pièce alors que la manufacture d’État les produisait pour 13,50 dollars. En outre, il avait conclu en dehors de tout contrôle pour près de 2 000 000 de dollars de contrats privés. Il est contraint de démissionner. Il occupe quelque temps le poste d'ambassadeur en Russie. Après la guerre de Sécession, Cameron est de nouveau sénateur de Pennsylvanie de 1867 à 1877. Il construit dès lors une  puissante machine politique qui domine la politique de Pennsylvanie pendant les soixante-dix années suivantes. Il ne se retire qu'après l'élection à ce même poste de son fils J. Donald Cameron.

## Source
- (en) Cet article est partiellement ou en totalité issu de l’article de Wikipédia en anglais intitulé « Simon Cameron » (voir la liste des auteurs).

1. ↑  Frank Browning et John Gerassi, Histoire criminelle des États-Unis, Nouveau monde, 2015, p. 250